# Пельт, Жан-Мари
Жан-Мари́ Пельт (фр. Jean-Marie Pelt; 24 октября 1933, Родемак, департамент Мозель, Франция — 23 декабря 2015, Мец, департамент Мозель, Франция — французский фармаколог, ботаник, эколог, популяризатор науки.

## Биография
Родился в небольшом местечке Родмак в Лотарингии в семье скромного достатка — отец Жана-Мари был электриком, а дед — садовником в замке семьи богатых лотарингских промышленников Вендель. По позднейшим воспоминаниям самого Пельта, этот сад, где было много цветов, фруктовых деревьев, а также пасека, казался ему райским садом. Когда началась Вторая мировая война, Жану-Мари было только шесть лет. Его семья бежала от военных действий и последующей немецкой оккупации вглубь Франции — на ферму недалеко от городка Марсийя-ан-Комбрай в департаменте Алье. Ферма была очень простая и бедная, в ней не было никаких достижений современной цивилизации — ни электричества, ни телефона, ни автомобиля.
По окончании войны семья возвращается на родину. Окончил коллеж в Тьонвиле, после чего поступает на отделение фармакологии Университета Нанси. В 1956 успешно оканчивает университет и получает диплом фармацевта, а в октябре 1959 года с отличием защищает диссертацию на тему этноботаники — взаимодействия растения и человека.
Параллельно в 1955—1959 годах оканчивает несколько дополнительных курсов и получает сертификаты в области общей химии, ботаники и биохимии и диплом по управлению предприятием. В 1962—1972 годах преподаёт в Университете Нанси I (с 1965 — профессор, с 1968 — вице-президент университета). В 1972—1993 преподаёт в Университете Меца (с 1994 — почётный профессор). В 1973—1992 — преподаватель Европейского колледжа в Брюгге, Бельгия.
В 1960-х годах предпринимает несколько научных экспедиций на Ближний и Средний Восток: в Афганистан, Ирак, Йемен, Сирию и в Африку: в Того и Марокко. Во время этих поездок Пельт собирает и изучает народные медицинские рецепты (в дальнейшем эффективность 75 % из них получила научное подтверждение). По результатам поездок публикует многочисленные научные книги и статьи.
В 1973 году создаёт Европейский экологический институт в Меце. Почётный президент Французского этнофармакологического общества.

### Общественная деятельность
Между 1971 и 1983 годами является заместителем мэра Меца от списка «Разные правые» Жана-Мари Роша. За время своей работы на этой должности Пельт воплощает в жизнь свой план городской экологии: многие улицы центра города превращаются в пешеходные, исторические памятники проходят реконструкцию, благоустраиваются берега водоёмов. Через 20 лет после ухода Жана-Мари Пельта со своего поста, в 2002 году в городе открывается парк, разбитый на берегах реки Сей в соответствии с экологическими принципами, предложенными в своё время Пельтом: повторное использование уже имевшихся на месте строительных материалов, меры по сокращению энергопотребления и контролем за разливом реки. В январе 2016 года, учитывая большие заслуги перед городом, совет Меца, не дожидаясь необходимого 2-летнего периода с момента смерти персоны, присвоил парку имя Жана-Мари Пельта.
В 1990-х годах Пельт становится одним из первых критиков генетически модифицированных растений и выступает за экологичность сельского хозяйства. Он также выступает за экономию энергии и за борьбу с глобальным потеплением. Помимо этого, он участвует в популяризации науки (и в частности — экологии), публикуя многочисленные научно-популярные статьи и книги, участвуя в различных теле- и радиопрограммах. Жан-Мари Пельт считал себя верующим христианином и утверждал, что дарвинизм вовсе не обязан сочетаться с атеизмом.

## Награды и премии

### Награды
- Кавалер и офицер ордена Академических пальм.
- Кавалер и офицер ордена «За заслуги»
- Кавалер ордена Почётного легиона (апрель 1995)
- Офицер ордена Почётного легиона (октябрь 1995)[3]

### Наиболее значимые премии
- 1982 — премия имени Николя Массареля Французской академии за книгу «Медицина растений» (фр. La médecine par les plantes)
- 1984 — премия имени Антуана Жирара Французской академии за книгу «Лекарства и волшебные растения» (фр. Drogues et plantes magiques)
- 1986 — премия имени Жана Перена Французского физического общества за популяризацию науки
- 1987 — премия «7 d'or» за лучший документальный фильм «Приключения растений» (фр. L'Aventure des Plantes)
- 1989 — премия «Vida sana» (Барселона)
- 1991 — премия имени Пьера Дельба Сената Франции за книгу «Кругосветное путешествие экологиста» (фр. Le tour du monde d'un écologiste)
- 1992 — премия Научного и культурного сообщества (CIRCES)
- 2006 — премия имени Эдуара Боннфу Академии нравственности и политики
- 2014 — премия Книг и прав человека города Нанси за книгу «Имеет ли смысл наш мир?» (фр. Le monde a-t-il un sens ?)

## Публикации

### Научно-популярные
- les Médicaments, Collections Microcosme "le Rayon de la science", numéro 29, Le Seuil, Paris, 1969
- Évolution et sexualité des plantes éd. Horizons de France, 1970
- L’Homme re-naturé, éd. Le Seuil 1977, prix européen d'Écologie
- Les Plantes : amours et civilisations végétales, éd. Fayard, 1980
- La Médecine par les plantes, éd. Fayard 1981, 1986
- La Prodigieuse Aventures des plantes, éd. Fayard, 1981
- Drogues et plantes magiques (Les Drogues, leur histoire, leurs effets -  1971, revu en  1980 puis renommé), éd. Fayard 1983
- La Vie sociale des plantes, éd. Fayard, 1984
- Mes plus belles histoires de plantes, éd. Le Seuil, 1986
- Fleurs, fêtes et saisons, éd. Fayard, 1986
- Le Piéton de Metz (avec Christian Legay), éd. Serpenoise, 1988
- Le Tour du monde d’un écologiste, éd. Fayard, 1990
- Au fond de mon jardin, éd. Fayard, 1992
- L'Enfant du possible, Albin Michel, 1992
- Des légumes, éd. Fayard, 1993
- Le Monde des plantes, collection Petit Point, éd. Seuil, 1993
- Une leçon de nature, éd. l'Esprit du temps, diffusion PUF, 1993
- Des fruits, éd. Fayard, 1994
- Dieu de l’univers, science et foi, éd. Fayard, 1995
- Paroles de nature, Albin Michel 1995
- Les Langages secrets de la nature, éd. Fayard, 1996
- De l’univers à l’être, éd. Fayard, 1996
- Les Plantes en péril, éd. Fayard, 1997
- Le Jardin de l’âme, éd. Fayard, 1998
- Plantes et aliments transgéniques, éd. Fayard, 1998 ISBN 978-2213-60148-9
- La Plus belle histoire des plantes (avec M. Mazoyer, Théodore Monod et J. Giradon, éd. Le Seuil, 1999
- La Cannelle et le panda : les grands naturalistes explorateurs autour du Monde, éd. Fayard, 1999 ISBN 978-2213-60466-4
- La Terre en héritage, éd. Fayard 2000
- Variations sur les fêtes et les saisons, éd. Le Pommier, 2000
- À l’écoute des arbres, éd. Albin Michel, 2000
- La Vie est mon jardin, éd. Alice, Belgique, 2000
- Les Nouveaux Remèdes naturels, éd. Fayard, 2001
- Les Épices, éd. Fayard, 2002
- L’Avenir droit dans les yeux, éd. Fayard, 2002
- La Loi de la jungle, éd. Fayard, 2003, en collaboration avec Franck Steffan ISBN 978-2213-616575
- La Solidarité chez les plantes, les animaux, les humains, éd. Fayard, 2004, ISBN 978-2253114239
- Les vertus des plantes, photographies de Peter Lippmann, éd. Chêne, 2004
- Le Nouveau tour du monde d'un écologiste, éd. Fayard, 2005
- Ces plantes que l'on mange, éd. Chêne, 2006
- Après nous le déluge ? coécrit avec Gilles-Éric Séralini, éd. Flammarion / Fayard, 2006
- Écologie et spiritualité, collectif, Albin Michel, 2006
- C'est vert et ça marche, avec la collaboration de Franck Steffan, éd. Fayard, 2007
- La Beauté des fleurs et des plantes décoratives, éd. Chêne, 2007
- Nature et Spiritualité, éd. Fayard, 2008 ISBN 978-2253126317
- Le monde s'est-il créé tout seul ? éd. Albin Michel, 2008 (avec Albert Jacquard, Trinh Xuan Thuan, Ilya Prigogine et Joël De Rosnay)
- Herbier de fleurs sauvages, éd. Le Chêne, 2009
- La raison du plus faible, avec la collaboration de Franck Steffan, éd. Fayard, 2009 ISBN 978-2213636863
- Petite histoire des plantes : Carnet de bord d'un botaniste engagé, 1 livre - 6 CD, éd. Carnets Nord, 2009
- Les Dons précieux de la nature, éd. Fayard, 2010 ISBN 978-2213643212
- Les Voies du bonheur, éd. de la Martinière, 2010 ISBN 978-2732441412
- L'Evolution vue par un Botaniste, éd. Fayard, 2011 ISBN 978-2213655420
- Un nouveau monde en marche, éd. Yves Michel, 2012, de Laurent Muratet et Étienne Godinot. Collectif avec entre autres Akhenaton, Christophe André, Stéphane Hessel (préface), Pierre Rabhi, Matthieu Ricard, Jean Ziegler
- Heureux les simples, éd. Flammarion, 2011 ISBN 978-2081261006
- Cessons de tuer la terre pour nourrir l'homme ! : Pour en finir avec les pesticides, avec la collaboration de Franck Steffan, éd. Fayard, 2012 ISBN 978-2-213-66310-4
- Héros d'humanité, éd. Flammarion, 2013 ISBN 978-2081282865
- Carnets de voyage d'un botaniste, avec la collaboration de Franck Steffan, éd. Fayard, 2013 ISBN 978-2-213-67171-0
- Le monde a-t-il un sens ? avec Pierre Rabhi, éd. Flammarion, 2014 ISBN 978-2-213-68186-3
- Légumes d'ailleurs et d'autrefois, avec la collaboration de Franck Steffan, éd. Fayard, 2015 ISBN 978-2-213-68093-4
- Les voies du bonheur, éd. Fayard, 2015 ISBN 978-2-213-69389-7

### Научные
- Jacques Fleurentin, Jean-Marie Pelt. Repertory of drugs and medicinal plants of Yemen (англ.) // Journal of Ethnopharmacology. — 1982. — Т. 6, вып. 1. — С. 85-108. — doi:10.1016/0378-8741(82)90073-3.
- Jacques Fleurentin, Guy Mazars, Jean-Marie Pelt. Cultural background of the medicinal plants of Yemen (англ.) // Journal of Ethnopharmacology. — 1983. — Т. 7, вып. 2. — С. 183-203. — doi:10.1016/0378-8741(83)90020-X.
- Chafique Younos, Jacques Fleurentin, Dominique Notter, Guy Mazars, François Mortier, Jean-Marie Pelt. Repertory of drugs and medicinal plants used in traditional medicine of Afghanistan (англ.) // Journal of Ethnopharmacology. — 1987. — Т. 20, вып. 3. — С. 245-290. — doi:10.1016/0378-8741(87)90052-3.
- Annette Lexa, Jacques Fleurentin, Paul R. Lehr, François Mortier, Marc Pruvost, Jean-Marie Pelt. Choleretic and Hepatoprotective Properties of Eupatorium cannabinum in the Rat // Planta Medica. — 1989. — Т. 55, вып. 2. — С. 127-132. — doi:10.1055/s-2006-961904.
- Rachid Soulimani, Jacques Fleurentin, François Mortier, René Misslin, Guy Derrieu, Jean-Marie Pelt. Neurotropic Action of the Hydroalcoholic Extract of Melissa officinalis in the Mouse (англ.) // Planta Medica. — 1991. — Т. 57, вып. 2. — С. 105-109. — doi:10.1055/s-2006-960042.
- Marie-Claire Lanhers, Michel Joyeux, Rachid Soulimani, Jacques Fleurentin, Michèle Sayag, François Mortier, Chafique Younos,  Jean-Marie Pelt. Hepatoprotective and Anti-Inflammatory Effects of a Traditional Medicinal Plant of Chile, Peumus boldus (англ.) // Planta Medica. — 1991. — Т. 57, вып. 2. — С. 110-115. — doi:10.1055/s-2006-960043.
- Alain Rolland, Jacques Fleurentin,Marie-Claire Lanhers, Chafique Younos, René Misslin, François Mortier, Jean-Marie Pelt. Behavioural Effects of the American Traditional Plant Eschscholzia californica : Sedative and Anxiolytic Properties (англ.) // Planta Medica. — 1991. — Т. 57, вып. 3. — С. 212-216. — doi:10.1055/s-2006-960076.
- Marie-Claire Lanhers, Jacques Fleurentin, Pierre Dorfman, François Mortier, Jean-Marie Pelt. Analgesic, Antipyretic and Anti-Inflammatory Properties of Euphorbia hirta (англ.) // Planta Medica. — 1991. — Т. 57, вып. 3. — С. 225-231. — doi:10.1055/s-2006-960079.

## Телепередачи
- L’Aventure des plantes 1, TF1, 1982
- L’Aventure des plantes 2, TF1, 1987, 7 d’or du meilleur documentaire
- Apostrophes de Bernard Pivot, A2, 1990
- Des plantes et des hommes, Arte, 1993, 1994
- La Preuve par cinq, La 5, CNDP, novembre 1995
- Noms de dieux, RTBF, 1999
- Passion terre, France 3 Lorraine, 2002
- Traversée des jardins, France 3 Nord-Pas-de-Calais-Picardie 1995, Planète 1996
- Le Goût du bonheur. Fruits et légumes, France 5, 2001
- Trois Minutes pour changer le Monde, TerreTV 1995 Архивная копия от 14 февраля 2016 на Wayback Machine
- La Planète végétale racontée aux enfants, TerreTV, 2005 Архивная копия от 14 февраля 2016 на Wayback Machine
- Jean-Marie Pelt, l'homme-fleur, TerreTV 1996 Архивная копия от 14 февраля 2016 на Wayback Machine

## Радиопередачи
- Les Plantes médicinales (France Inter, 1981)
- Histoires de plantes (France Inter, 1985-1987)
- Chroniques écologiques (RTL, 1990-1992)
- Nous n’avons qu’une terre (Radio France internationale, 1995-1996)
- Hexagonale Poursuite - chronique (France Inter, 1996-2000)
- Chassé croisé - chronique (France Inter, à partir de septembre 2000)
- CO2 mon amour - chronique (France Inter, depuis septembre 2002)